# Succisa kamerunensis
Succisa kamerunensis là một loài thực vật có hoa trong họ Kim ngân. Loài này được Engler ex Mildbraed miêu tả khoa học đầu tiên..